# Wissenschaftsjahr 1510
Liste der Wissenschaftsjahre

◄◄ | ◄ | 1506 | 1507 | 1508 | 1509 | Wissenschaftsjahr 1510 | 1511 | 1512 | 1513 | 1514 | ► | ►►

Weitere Ereignisse
Dieser Artikel behandelt das Wissenschaftsjahr 1510.

## Ereignisse

### Biowissenschaften

#### Medizin
- Die erste bekannte Influenza-Pandemie hat ihren Ursprung in Asien.[1]

### Ingenieurwissenschaften

#### Feinmechanik
- Der Nürnberger Feinmechaniker Peter Henlein stellt um 1510 eine dosenförmige, tragbare Uhr her, die als eine der ersten ihrer Art gilt.[2][3]

## Geboren

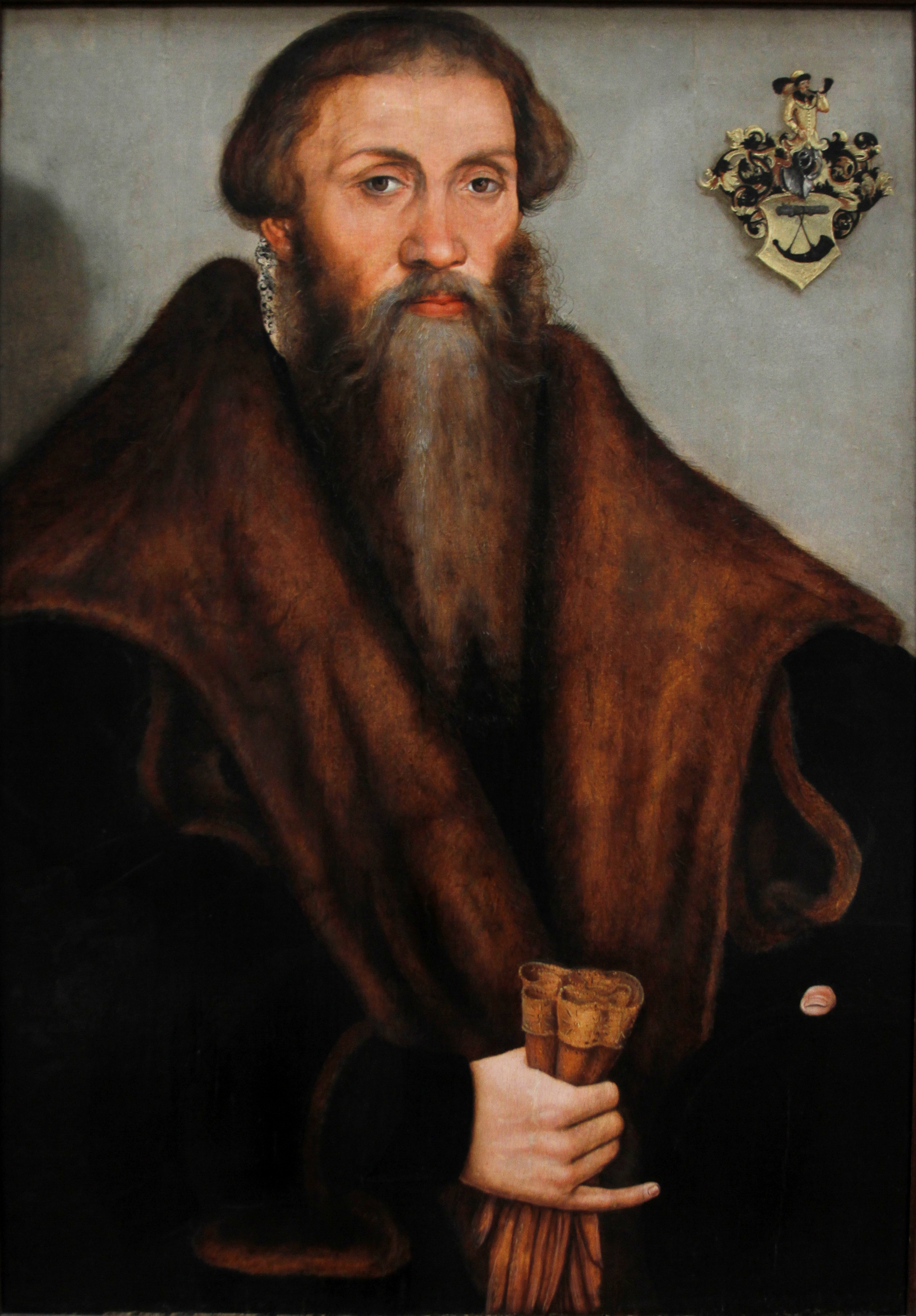
Leonhard Badehorn; * 6. November

### Geburtsdatum gesichert
- 25. März: Guillaume Postel, französischer Humanist und Universalgelehrter († 1581)
- 06. Oktober: John Caius, englischer Hofarzt, ermöglichte die erneute Gründung von Gonville Hall († 1573)[4]
- 06. November: Leonhard Badehorn, deutscher Jurist und Bürgermeister von Leipzig († 1587)

### Genaues Geburtsdatum unbekannt
- Barthélémy Aneau, französischer Schriftsteller und Humanist († 1561)
- Tullia d’Aragona, römische Kurtisane, Dichterin und Philosophin († 1556)
- Giovanni Filippo Ingrassia, sizilianischer Anatom († 1580)
- Simon Jacob, deutscher Mathematiker und Rechenmeister († 1564)
- Johannes Marcellus, deutscher Philologe und Poet († 1551/52)
- Bernard Palissy, französischer Wissenschaftler und Emaillekünstler († 1589 oder 1590)
- Robert Recorde, englischer Mediziner und Mathematiker († 1558)
- Francisco Vásquez de Coronado, spanischer Konquistador († 1554)
- Denis Zachaire, französischer Alchemist († 1556)

### Geboren um 1510
- Philibert de l’Orme, französischer Architekt und Fachautor für Steinmetz und Gewölbetechniken († 1570)
- Guillaume Le Testu, französischer Kartograf († 1573)
- Ambroise Paré, französischer Chirurg, Wegbereiter der modernen Chirurgie und Begründer der Gesichtsprothetik († 1590)

## Gestorben

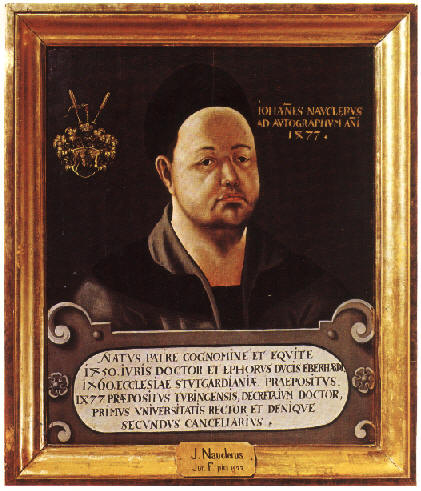
Johannes Nauclerus; † 5. Januar

### Todesdatum gesichert
- 05. Januar: Johannes Nauclerus, deutscher Gelehrter und erster Rektor der Universität Tübingen (* 1425)
- 28. Februar: Juan de la Cosa, spanischer Seefahrer, Kartograf und Entdecker (* um 1449 oder 1460)
- 01. März: Francisco de Almeida, portugiesischer Seefahrer und Militär, Gouverneur von Portugiesisch-Indien (* 1450)
- 10. März: Johann Geiler von Kaysersberg, deutscher Prediger und Theologe (* 1445)

- 28. Juli: Georg Alt, deutscher Übersetzer und Historiograph (* um 1450)

- 11. November: Bohuslaus Lobkowicz von Hassenstein, deutscher Humanist, Gelehrter und Dichter (* 1461)

### Gestorben um 1510
- Ambrogio Calepino, italienischer Lexikograph, (* um 1435)
- Gottfried von Ghemen, niederländischer Buchdrucker (* unbekannt)